# Xã Clinton, Quận Douglas, Kansas
Xã Clinton (tiếng Anh: Clinton Township) là một xã thuộc quận Douglas, tiểu bang Kansas, Hoa Kỳ. Năm 2010, dân số của xã này là 586 người.